# Perdiu del desert
La perdiu del desert (Ammoperdix heyi) és una espècie d'ocell de la família dels fasiànids (Phasianidae) que habita deserts rocallosos d'Etiòpia i la vall del Nil, al nord del Sudan i Egipte, cap a l'est, a través de la Península del Sinaí fins a l'Orient Mitjà i la Península Aràbiga.